# Jean-Claude Boulanger (linguiste)
 (janvier 2018).
Si vous disposez d'ouvrages ou d'articles de référence ou si vous connaissez des sites web de qualité traitant du thème abordé ici, merci de compléter l'article en donnant les références utiles à sa vérifiabilité et en les liant à la section « Notes et références ».
Pour les articles homonymes, voir Jean-Claude Boulanger et Boulanger (homonymie).
Jean-Claude Boulanger, né en 1946 et mort le 18 ou le 19 janvier 2018, est un linguiste, lexicographe et professeur québécois ayant enseigné à l'Université Laval et résidé à Fossambault-sur-le-Lac. Il est connu pour être l'auteur de plusieurs dictionnaires, dont le Dictionnaire québécois d'aujourd'hui lancé à Québec et à Montréal en novembre 1992. Il a défendu la légitimité d'une norme du français québécois. Il a aussi collaboré au dictionnaire Usito de l'Université de Sherbrooke et a participé à la rédaction du Dictionnaire CEC jeunesse.

## Honneurs
- 2013 - Chevalier de l'ordre des Palmes académiques[2]

## Publications
- Boulanger, Jean-Claude, Les français régionaux : observations sur les recherches actuelles, Montréal, Office de la langue française, Direction des communications, Service des publications, 1980, 65 p. (2551038405)
- Boulanger, Jean-Claude, Bibliographie linguistique de la néologie 1960-1980, Montréal, Office de la langue française, Direction des communications, Service des publications, 1981- (2551039347-00)
- Dubuc, Robert et Boulanger, Jean-Claude, Régionalismes québécois usuels, Paris, Conseil international de la langue française, 1983, 227 p. (2853191133)
- Boulanger, Jean-Claude et Nakos, Dorothy, Le Syntagme terminologique : bibliographie sélective et analytique : 1960-1988, Québec, Centre international de recherche sur le bilinguisme, 1988, 81 p. (2892191939)
- Boulanger, Jean-Claude et Gambier, Yves, Bibliographie fondamentale et analytique de la terminologie, 1962-1984, Québec / Montréal, Centre international de recherche sur le bilinguisme / Conseil international de recherche et d'étude en linguistique fondamentale et appliquée, Agence de coopération culturelle et technique, 1989, 104 p. (2892192072)
- Boulanger, Jean-Claude, Bibliographie de la néologie : nouveaux fragments (1980-1989), Québec, Rint, Réseau international de néologie et de terminologie, Office de la langue française, 1990, 192 p.
- « La création lexicale et la modernité », dans Le Langage et l'Homme (revue trimestrielle de l'Institut libre Marie Haps), vol XXV, n°4, décembre 1990, pp. 233-240.
- Boulanger, Jean-Claude, Les inventeurs de dictionnaires : de l'eduba des scribes mésopotamiens au scriptorium des moines médiévaux, Ottawa, Presses de l'Université d'Ottawa, 2003, 545 p. (9782760305489)
- De Surmont, Jean Nicolas, « Une polémique récente autour de la langue française au Québec. Retour sur la réception sur la réception critique de Dictionnaire québécois d’aujourd’hui (1992-1993) », [En coll], Paul Robert, Mémoire, dictionnaires et enseignements, actes du colloque Chlef, le 17,18 et 19 novembre 2010, Beni-Messous, Alger, HIBR éditions, 2011, p. 101-123.